# Frankolovski poboj
Frankólovski pobòj, tudi frankólovski zločín, je bil poboj stotih Slovencev v Grabnu (danes Spodnje Stranice) oz. Stranicah pri Frankolovem 12. februarja 1945, ki so ga izvedli nemški okupatorji. Velja za enega najhujših nacističnih vojnih zločinov na slovenskem ozemlju med drugo svetovno vojno.
Frankolovski poboj je bil povračilni ukrep za smrt enega najpomembnejših nacističnih funkcionarjev, vodje celjskega okrožja in deželnega svetnika Antona Dorfmeistra. Dorfmeister je bil ranjen 2. februarja 1945, ko je partizanska Bračičeva brigada v soteski Tesno postavila zasedo avtomobilski koloni, ki se je vračala z Dorfmeistrove poroke. Za posledicami ran je umrl naslednjega dne v celjski bolnišnici.
Kot maščevanje za Dorfmeistrovo smrt so nacisti v mariborskih, celjskih in trboveljskih zaporih zbrali sto talcev in jih devetindevetdeset obesili na drevesa ob cesti, enega pa ustrelili med begom.